# Subkowy
Subkowy (Duits: Subkau) is een dorp in het Poolse woiwodschap Pommeren, in het district Tczewski. De plaats maakt deel uit van de gemeente Subkowy en telt 1941 inwoners.

## Verkeer en vervoer
- Station Subkowy